# インド鉄道
インド鉄道（インドてつどう、ヒンディー語: भारतीय रेल, ラテン文字転写: Bhāratīya Rail, 英語: Indian Railways, 略称: IR）は、インドの国有鉄道会社の名称。日本語では意訳してインド国有鉄道、インド国鉄と呼ばれる場合もある。

## 概要
インドで最初の鉄道は1853年、英領インド時代のボンベイ（現・ムンバイ）と郊外を結ぶ路線が敷設されたが、その後は藩王国や民族資本家が独自に敷いた路線も多く、1947年にインド・パキスタン分離独立があった時点では42の鉄道システムが存在していた。その後、1951年にすべての鉄道は国有化され、一つの鉄道事業者となった。現在はインド政府の鉄道省の監督下にある。
インド鉄道は世界でもっとも大きく、もっとも混雑した鉄道システムの一つであり、一日あたり約1800万人の乗客と約200万トンの貨物を輸送する。加えて世界最大の雇用主の一つでもあり、130万人を雇用している。路線の総延長は63327km、駅の数は6909に及ぶ。また約8000両の機関車、約50000両の客車（電車・気動車を含む）、そして200000両を上回る貨車を保有する。
インドでは飛行機の運賃は高く、道路の整備が遅れているため、現代においても鉄道は重要な移動手段となっている。年間70億人もの人間が鉄道を利用している。運賃が高めの急行列車の代表としては準高速鉄道に指定されるガティマン急行や、長距離座席列車のシャターブディー急行、長距離夜行寝台列車のラージダーニー急行、個人用シートモニターを付けたテージャス急行などと、さまざまな優等列車がある。

## 運営

### 路線管理
インド鉄道は現在、以下のように分割管理されている。これらは独立した鉄道会社ではなく、鉄道管区のようなものである。
- インド北部鉄道 (Nothern Railway) - 本部:デリー
- インド南部鉄道 (Southern Railway) - 本部:チェンナイ
- インド東部鉄道 (Eastern Railway) - 本部:コルカタ
- インド西部鉄道 (Western Railway) - 本部:ムンバイ
- インド北東辺境鉄道 (Northeast Frontier Railway) - 本部:グワーハーティー
- インド北東部鉄道 (North Eastern Railway) - 本部:ゴーラクプル
- インド南東部鉄道 (South Eastern Railway) - 本部:コルカタ
- インド中南部鉄道 (South Central Railway) - 本部:セカンダラバード
- インド中部鉄道 (Central Railway) - 本部:ムンバイ
- インド中東部鉄道 (East Central Railway) - 本部:ハジプル（ビハール州）
- インド東海岸鉄道 (East Coast Railway) - 本部:ブヴァネーシュヴァル
- インド中北部鉄道 (North Central Railway) - 本部:イラーハーバード
- インド北西部鉄道 (North Western Railway) - 本部:ジャイプル
- インド南西部鉄道 (South Western Railway) - 本部:フブリ（カルナータカ州）
- インド中西部鉄道 (West Central Railway) - 本部:ジャバルプル
- インド南東部中央鉄道 (South East Central Railway) - 本部:ビラースプル

その他、コルカタメトロ（コルカタ地下鉄）も保有している。デリーメトロ、コルカタ・トラム、コンカン鉄道はそれぞれ独自に公社化されており、インド鉄道には所属しない。しかしコンカン鉄道には他の路線からの列車が乗り入れており事実上、一体となった列車運行がなされている。

### 予算・財政
毎会計年度ごとに政府によって路線・車両の整備計画や運賃を内容とする鉄道予算が通常の予算とは分離して組まれ、連邦議会で審議される。鉄道予算はローク・サバー（下院）の過半数の賛成によって通過し、ラージヤ・サバー（上院）には拘束されない。
財政的には毎年、黒字を計上している。
しかし、施設の老朽化は激しく、施設を維持するために運賃の値上げが検討されている。しかし、異論は多く、2012年3月19日には、鉄道相のディネシュ・トリベディが辞任する騒ぎとなっている。
混雑する都市部の路線部では、定員を大幅に超過しトレイン・サーフィン状態で乗車する乗客の転落事故が頻発しているほか、車内の温度が上昇して乗客が死亡することもあるが対策は後手に回っている。